# Ryan Fraser
Ryan Fraser (født 24. februar 1994) er en skotsk professionel fodboldspiller, som spiller for Premier League-klubben Southampton og Skotlands landshold.

## Klubkarriere

### Aberdeen
Fraser begyndte sin karriere hos Aberdeen, hvor han gjorde sin professionelle debut i 2010.

### Bournemouth
Fraser skiftede i januar 2013 til AFC Bournemouth.

#### Leje til Ipswich Town
Hans spilletid varierede i hans første tid hos Bournemouth, men efter at klubben rykkede op i Premier League i 2015, blev Fraser udlejet til Ipswich Town for at sikre mere spilletid. Lejeaftalen var en succes, da Fraser imponerede med Ipswich.

#### Gennembrud
Fraser fik chancen i Premier League for Bournemouth efter han vendte tilbage fra lån, og han begyndte at spille i størstedelen af kampene. Hans bedste sæson kom i 2018-19, hvor han med 14 assist på sæsonen, som rankerede ham som en af ligaens bedste playmakere. Denne gode form kunne dog ikke fortsætte ind i den nye sæson, som blev en skuffende en for Fraser, og han forlod klubben efter sæsonen på kontraktudløb.

### Newcastle United
Fraser skiftede til Newcastle United i september 2020. Han spillede en rolle på holdet frem til 2022-23 sæsonen, hvor hans spilletid blev markant reduceret. I marts 2023 blev han sendt til at træne med U/21-holdet og fortalt, at han ikke havde en fremtid i klubben.

### Southampton
Fraser skiftede i august 2023 til Southampton på en lejeaftale. Han skiftede til klubben på en permanent aftale et år senere i august 2024.

## Landsholdskarriere

### Ungdomslandshold
Fraser har repræsenteret Skotland på flere ungdomsniveauer.

### Seniorlandshold
Fraser debuterede for Skotlands landshold den 10. juni 2017. Han var del af Skotlands trup til EM 2020.